# Brasserie Fischer

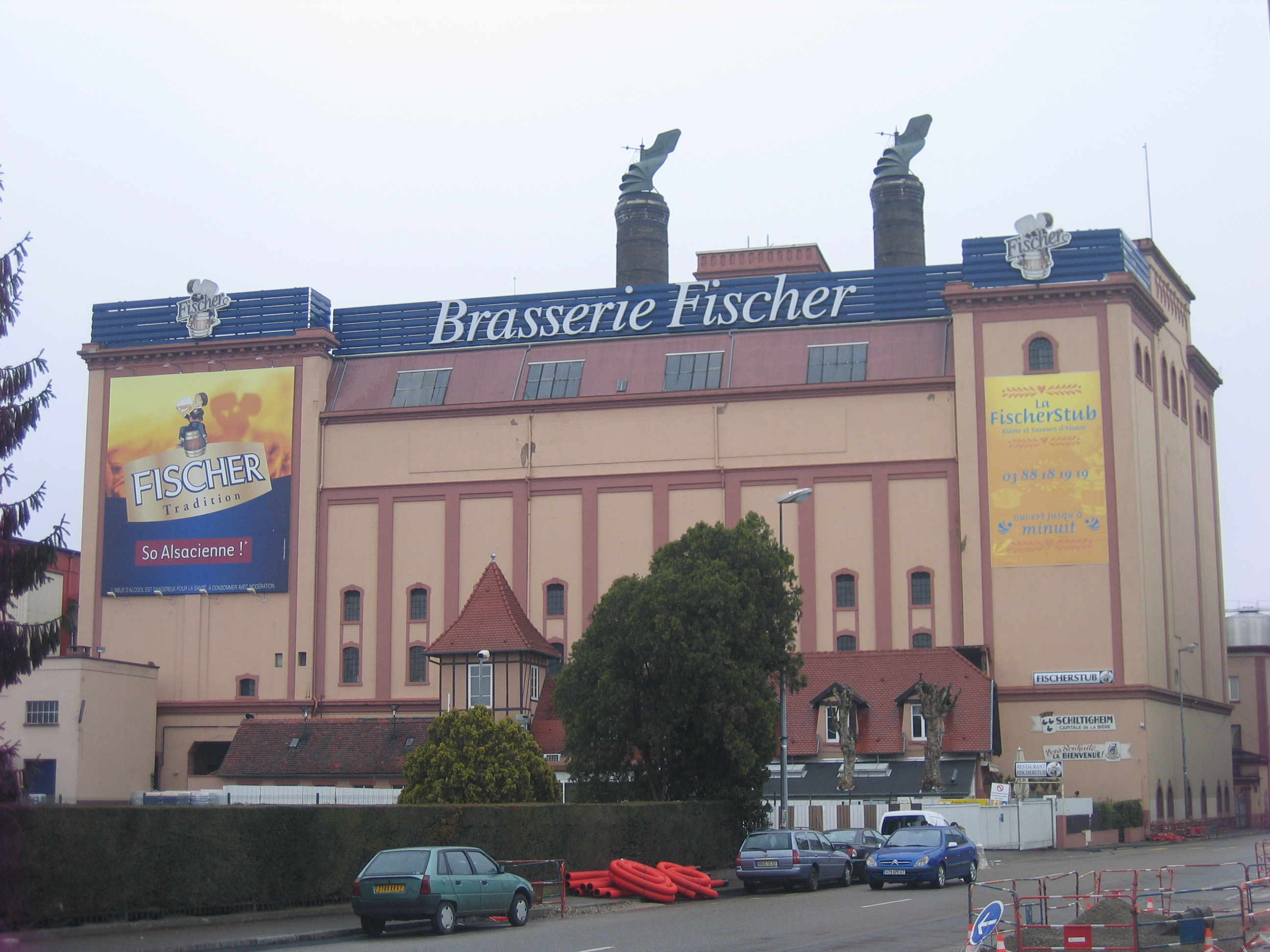
Il birrificio a Schiltigheim

La Brasserie Fischer è stato un birrificio con sede a Schiltigheim (Alsazia, Francia).

## Storia

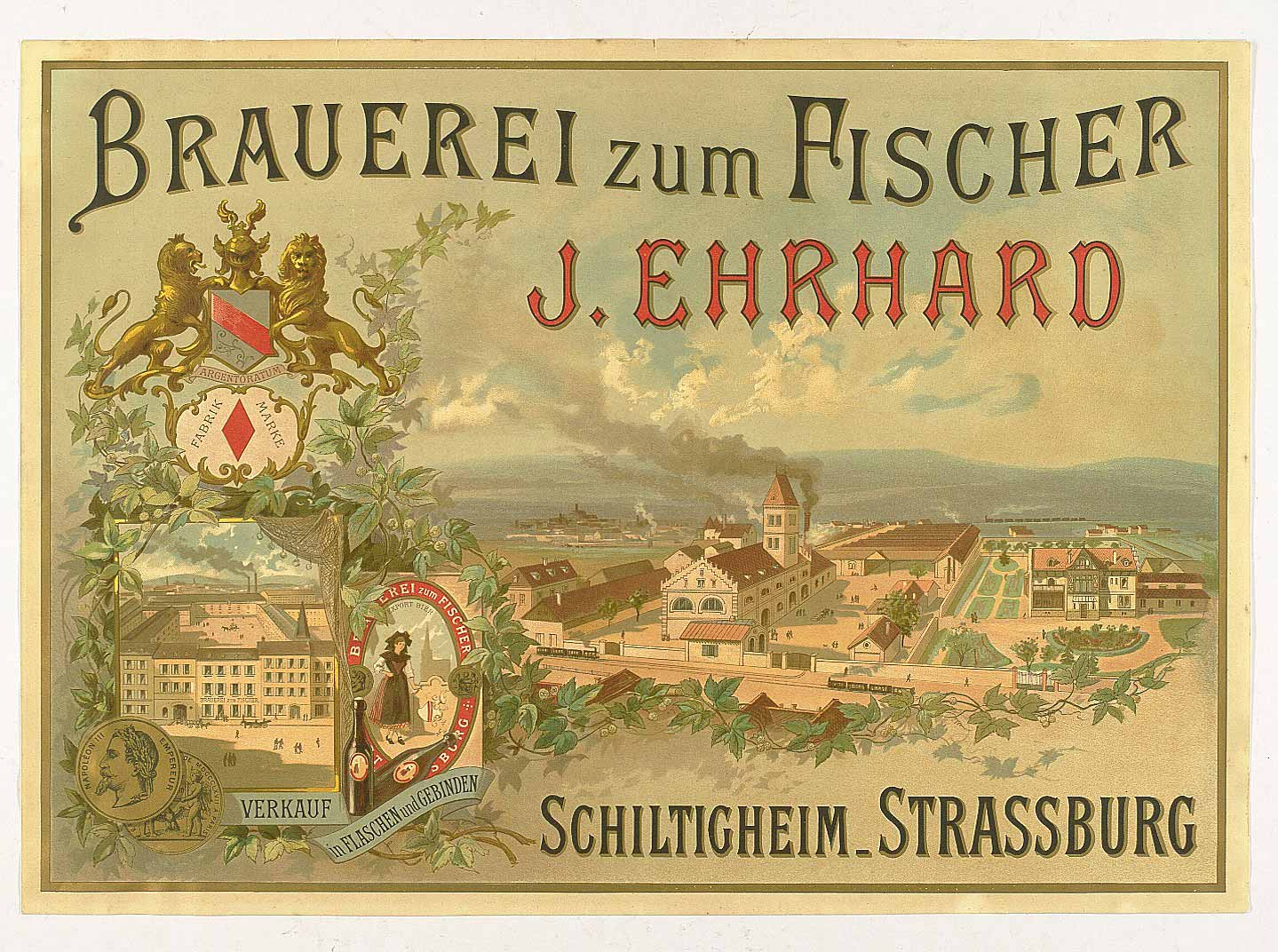
Pubblicità dei primi del novecento

Il birrificio viene fondato a Strasburgo nel 1821 da John Fischer, con il nome Brasserie l'Ours-Blanc, che diventa poi, nel 1840, Brasserie Fischer, dal nome del fondatore. Nel 1854 il birrificio si trasferisce a Schiltigheim. Nei primi anni del XX secolo il birrificio acquisisce alcuni piccoli birrifici locali: l'Hache nel 1903, la Brasserie de l'Aigle nel 1904, la Brasserie du Rhin nel 1905, la Nico, l'Amos e la Saint-Louis nel 1906 e la Brasserie de la Ville de Paris nel 1914. Nel 1912 viene costruita la malteria, che diventa il simbolo del birrificio.
Dopo la prima guerra mondiale la Fischer lancia sul mercato la Pecheur (Fischer significa pescatore in alsaziano). Nel 1922 acquisisce il birrificio Adelshoffen, anch'esso con sede a Schiltigheim. Tra il 1925 e il 1930, in occasione del lancio della Fischer Gold (che poi sarebbe diventata Fischer Tradition) viene lanciato il Fischermannele, piccolo uomo a cavallo di un barile intento a bere una birra, che diventerà simbolo ufficiale del birrificio nel 1934. Nel 1959 acquisisce il birrificio Gruber che viene poi chiuso nel 1965. Nel 1995 viene lanciata la Desperados, aromatizzata con Tequila.
All'inizio del 1996 Heineken diventa l'azionista di maggioranza del gruppo Fischer-Adelshoffen. All'annuncio del cambio di proprietà i dipendenti espressero i loro timori sul futuro del birrificio. Il birrificio Adelshoffen viene chiuso nel luglio 2000 con la produzione che viene trasferita alla Fischer. Il 30 maggio 2008 l'Heineken annuncia la chiusura del birrificio Fischer per l'anno successivo, trasferendo la produzione alla Brasserie de l'Espérance, anch'essa a Schiltigheim, e alla Brasserie du Pélican, situata a Mons-en-Barœul. Fischer rimane solo come marchio.
Nel 2008 il birrifico contava 130 dipendenti per una produzione di 600.000 ettolitri di birra. L'attività produttiva viene definitivamente interrotta nell'autunno 2009 con il trasferimento di parte dei macchinari per la produzione della birra alla Brasserie de l'Espérance. Dell'originale stabilimento viene mantenuto attivo solo il ristorante Fischerstub.

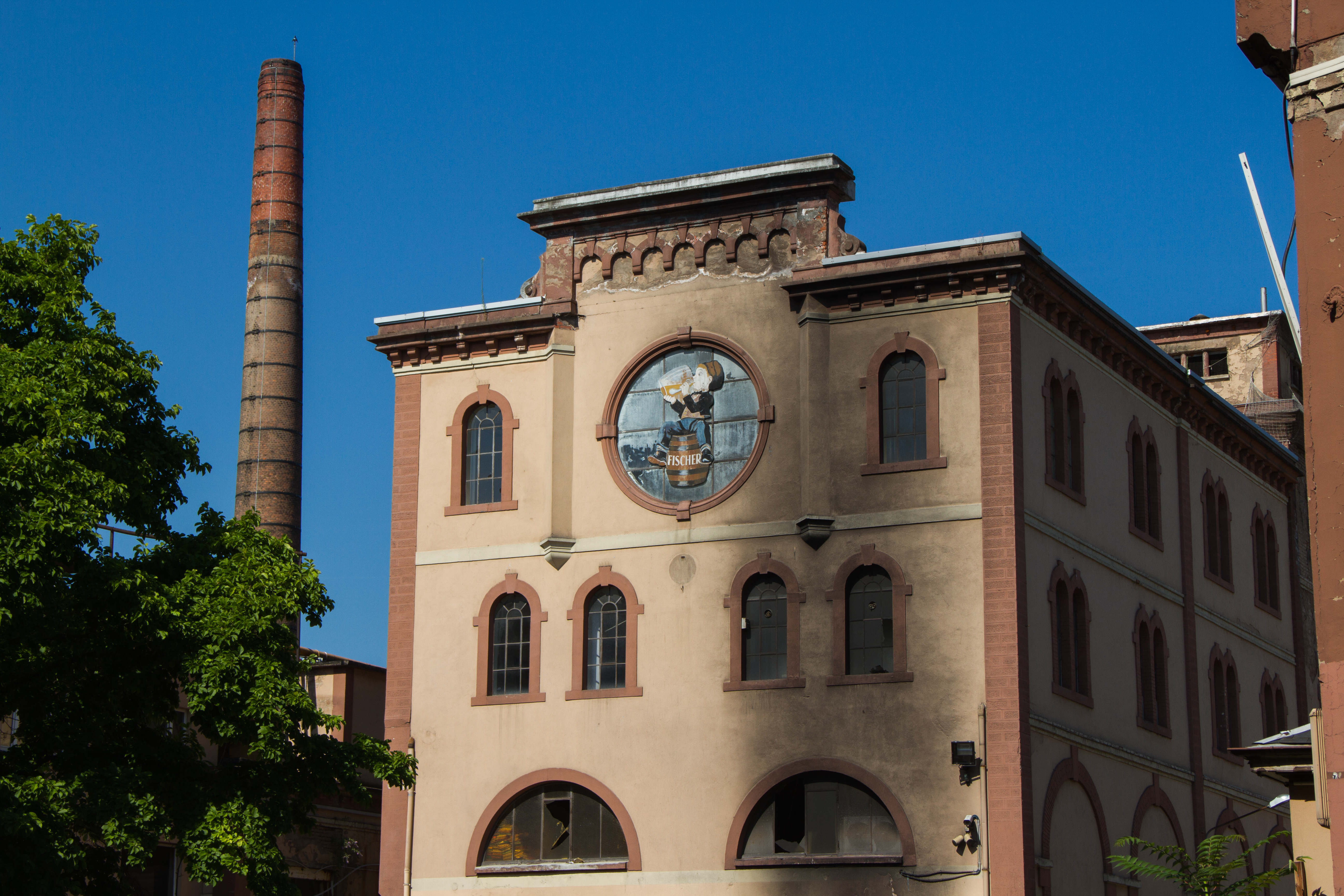
L'entrata del birrificio

Il sito della vecchia fabbrica di birra, 5 ettari di terreno alle porte di Schiltigheim, viene abbandonato dopo la chiusura subendo diversi incendi e il crollo di vecchie gallerie sotterranee.
Il 5 marzo 2015 Jean-Marie Kutner, sindaco di Schiltigheim, e Pascal Sabrie, presidente di Heineken France, presentano il progetto di riconversione del sito che prevede la costruzione di 34.000 metri quadri di residenziale, 10.000 metri quadri di negozi, 5000 metri quadri di aree ricreative e una scuola. Il ristorante Fischerstub e la malteria, alta 25 metri e posta all'ingresso sud della città, vengono mantenuti · .
Il progetto definitivo viene presentato nel settembre 2015. Esso prevede la conservazione di quattro edifici e del camino. La data prevista di inizio lavori è la fine del 2017, il costo totale del progetto viene valutato in circa 100 milioni di euro. Il progetto prevede la demolizione della villa denominata "Gruber", edificata nel 1933, che ospitava la casa della famiglia Ehrhardt, all'epoca proprietaria del birrificio. L'organizzazione Col'Schick si batte per la conservazione della villa. La relazione sulla inchiesta pubblica condotta sul progetto di conversione sito dà parere favorevole e ritiene necessario "riabilitare ed integrare Villa Gruber nel progetto." Tuttavia, la stessa relazione afferma che "l'interesse architettonico e storico" della stanza di cottura del 1959 (destinata ad ospitare una scuola) è "discutibile". Il 22 novembre 2016, il Consiglio Comunale di Schiltigheim decide di porre un vincolo per preservare la villa.

## Tipi di birra

### Fischer

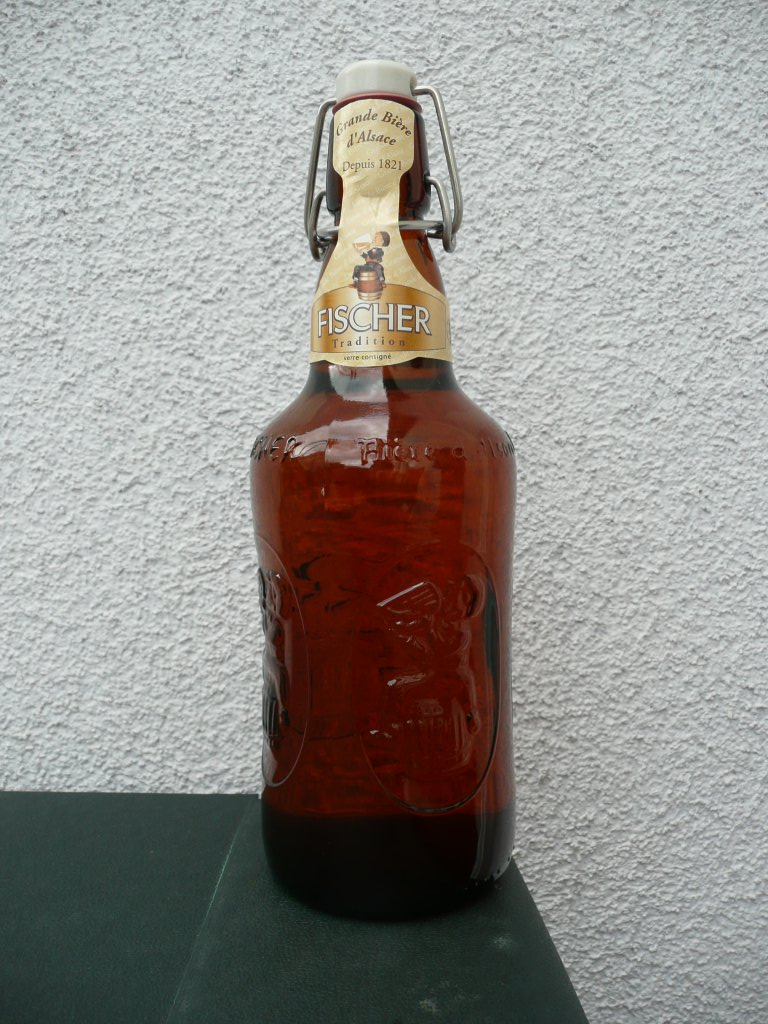
Bottiglia di Fischer Tradition

- Fischer Tradition
- Fischer Bière de Noël (6% vol.)
- Fischer Reserve Ambrée

### Adelscott
- Adelscott (prodotta con malto affumicato su torba, lo stesso utilizzato in Inghilterra per produrre il Whisky)

### Desperados
- Desperados birra aromatizzata con tequila
- Desperados Mas (con Tequila Lime)
- Desperados Red

### Kriska
- Kriska (con vodka)

### Pecheur
- Pecheur (pilsener)

### Dorelei
- Dorelei